# Лазаревський Борис Олександрович
Лазаревський Бори́с Олекса́ндрович (26 березня (7 квітня) 1871, Полтава — 24 вересня 1936, Париж) — український письменник. Син історика України Олександра Лазаревського.

## Життєпис
Після закінчення юридичного факультету Київського університету (1897) служив у військово-морському суді в Севастополі, пізніше — у Владивостоці. Почав друкуватися 1894 року в газеті «Киевлянин». З 1920 року — в еміграції; співпрацював з російськими емігрантськими виданнями. Перша збірка оповідань — «Забуті люди» (Одеса, 1899). У 1900-х роках був автором «Журналу для всіх», «Ниви», «Русского богатства» та інших видань.

Зліва Гліб Олександрович Лазаревський, посередині професор Петро Якович Армашевський, праворуч Борис Олександрович Лазаревський. Конотоп, 1907

На початку 1917 року призначений секретарем навчального відділу Головного морського штабу в Петрограді. Після Лютневої революції 1917 року обіймав різні посади на Чорноморському флоті. У 1918 році — у розпорядженні Українського військового прокурора та офіцер для доручень при військовому міністрі Української держави. У 1919 році за Директорії УНР служив у Севастополі, Миколаєві та Херсоні.
У 1920–1921 роках перебував у Батумі, згодом емігрував. Жив у Стамбулі, Празі, Берліні, Парижі. Займався літературною діяльністю, друкувався у часописах «Українське слово», «Морськой сборник», «Студенческие годы» та інших. Вів рубрику «Шматочки минулого» в газеті «Тризуб».

## Твори
- Собрание сочинений, 2 изд., т. 1-7, СПб, 1911–1916;
- Три тополя, 2 изд., Петербург, 1915;
- Во время войны, Петербург, 1915;
- Целая жизнь, Петербург, 1917;
- Вэня (История одной женской души), Петербург, 1917;
- Душа женщины, Берлин, 1921;
- Птицы ночные, Париж, 1921;
- Темная ночь. Рассказы 1919–1922, Берлин, 1923;
- Яша, 2 изд., М., 1928.

Низка оповідань і повістей написані українською мовою: «Святе місто» (1902), «Земляки» (1905) та інші.